# Reiss Zoltán
Reiss Zoltán (Budapest, 1877. május 24. – Budapest, 1945. június 26.) magyar mérnök-főhadnagy, építész.

## Élete
Reiss Bernát vegyészeti gyáros és Kohn Róza gyermekeként izraelita családban született. Fametszőnek készült, s Morelli Gusztáv volt a mestere. Utóbb a budapesti műegyetemen építészetet tanult, 1901-ben oklevelet szerzett, majd Schickedanz Albert műtermében dolgozott. 1908-ban részt vett a magyarkanizsai városházára kiírt pályázaton, tervét módosításokkal 1909-ben elfogadták. Az 1912-ben elkészült épületben helyet kapott a rendőrség is. 1915-ben rokkant állományúként önként jelentkezett a hadseregbe, ahol népfölkelő mérnök hadnaggyá nevezték ki. A k. u. k. 7. Hadsereg körzetébe, Galiciába került. Itt a zielona-nadwornai és a kosmácz-ardzéluzai utak és hidak építését vezette. Ezután Radócba (Bukovina (régió) került, ahol erődök építésével foglalkozott. 1916 májusában súlyos betegen került vissza Budapestre. Felgyógyulása után a Budapesti Katonai Parancsnokság hadisír-felügyelőségének referense lett. 1917-ben népfelkelő mérnök főhadnaggyá léptették elő. 1918-ban a háború végén szerelt le.
Polgári munkásságát több mint száz klasszicista jellegű bérház és középület fémjelzi.
Aktív építészeti tevékenységet folytatott az első világháború után is. Az ő nevéhez fűződik az egyik első „neoeklektikus” (két világháború közötti historizáló stílusú) épület, a Haditermény Rt. részére tervezett hatalmas székház (1918).
1938. február 1-jétől a budapesti Mérnöki Kamara tagja volt.
Házastársa dr. Deutsch Adolf és Hertmann Regina lánya, Ilona volt, akivel 1910. január 27-én házasodott össze Budapesten, a Terézvárosban.
1945. június 26-án Budapesten hunyt el.

## Ismert épületei
- 1905: Hámos Róbert bérpalotája, Budapest, Márvány utca 40.[5]
- 1907–1908: Káldor Marcell és felesége villája, Budapest, Ilka utca 55. (1912–1914-ben Lajta Béla átalakította)[6]
- 1909: lakóház, Budapest, Bercsényi utca 6.[7]
- 1910: a Házépítő és Telepítő Bank Rt. társasháza, Budapest, Tölgyfa utca 8.[8]
- 1910: lakóház, Budapest, Pauler utca 21.[8]
- 1911: lakóház, Budapest, Práter utca 22.[8]
- 1911: lakóház, Budapest, Fény utca 15.[8]
- 1911–1912: Városháza, Magyarkanizsa (ma Szerbia területén)[9][10]
- 1912: lakóház, Budapest, Hollán Ernő (korábban: Fürst Sándor) utca 3.[9][11]
- 1911–1912: Hajdú-ház, Budapest, Párizsi utca 4.[9][12]
- 1913: lakóház, Budapest, Bulcsú utca 21/a[8]
- 1913: lakóház, Budapest, Bulcsú utca 21/b[8]
- 1913: Gyógyfürdő, Magyarkanizsa[13]
- 1913–1914: lakóház, Budapest, Baross utca 75.[14]
- 1914: lakóház, Budapest, Csanády utca 21.[15]
- 1918: a Haditermény Rt. budapesti irodája (később Művelődésügyi Minisztérium, ma: Emberi Erőforrások Minisztériuma), Budapest, Szalay utca 10–14.[16]
- 1926: Corvin Áruház, Budapest, Blaha Lujza tér 2.[17]
- 1927–1928: lakóházak, Budapest, Damjanich utca 40–42.[8]
- 1929: lakóház, Budapest, Bajcsy-Zsilinszky út 5.[8]

Legnevezetesebb művét, a Corvin Áruházat 1926. március 1-jén adták át a vásárlóknak, üzemeltetője a hamburgi M. J. Emden & Söhne Rt.-je volt. A szemre egyemeletes, klasszicizáló stílusú épület valójában négy emeletet rejtett magában. A bejárat mögött kétszintes, üvegtetős csarnokrész fogadta a vásárlókat. A belső tereket és felületeket Beck Ö. Fülöp és Pongrácz Szigfrid szobrai díszítették, az építkezést Mann József és fia vezette. Az ország első mozgólépcsője itt létesült, 1931-ben. Az épület a második világháborúban és 1956-ban is megsérült. Sokáig romosan állt, mígnem az 1960-as években felújították és alumíniumborítással látták el.

### Tervben maradt épületei
- 1903: Román Irodalmi és Közművelődési Társulat Székháza, Nagyszeben (III. díj, Faludy Ferenccel)[9]
- 1912–1914: Városháza, Zenta (III. díj)[9]
- 1913: Temesvári Bank és Kereskedelmi Rt. székháza, Temesvár[9]
- 1913: Budai zsinagóga, Budapest[9]
- 1913: erdőigazgatósági székház, Besztercebánya[18]

## Emlékművei
1917-től már törvény kötelezte a településeket a kötelező emlékezésre, hősi emlékek állítására: „Minden község (város) anyagi erejének megfelelően, méltó emléken örökíti meg mindazok nevét, akik lakói közül a most dúló háborúban a hazáért életüket áldozták”. Az ország akkori anyagi helyzete miatt az emlékművek építése lassan vagy egyáltalán nem haladt.
- „Ideiglenes Hősök emlékműve a Rákosszentmihályi temetőben, 1917. november 1. Tervezte: Reiss Zoltán, műépítész, népfelkelő főhadnagy-mérnök, a budapesti Cs. és kir. katonai Parancsnokság Hadisírfelügyelőségének temetőművészi referense.”

A „Pro patria” feliratú emlékmű közepén egy 6 m magas „Isten-kard” emelkedett, amelyet két oldalról egy-egy gúla és egy-egy sas őrzött. A kard fából, bádogborítással készült. Az ideiglenes emlékművet többen bírálták, mondván, hogy az akkor már ott nyugvó hősök többet érdemelnek. Már nincs meg, helyét és szerepét átvette egy nagyobb.

## Képtár

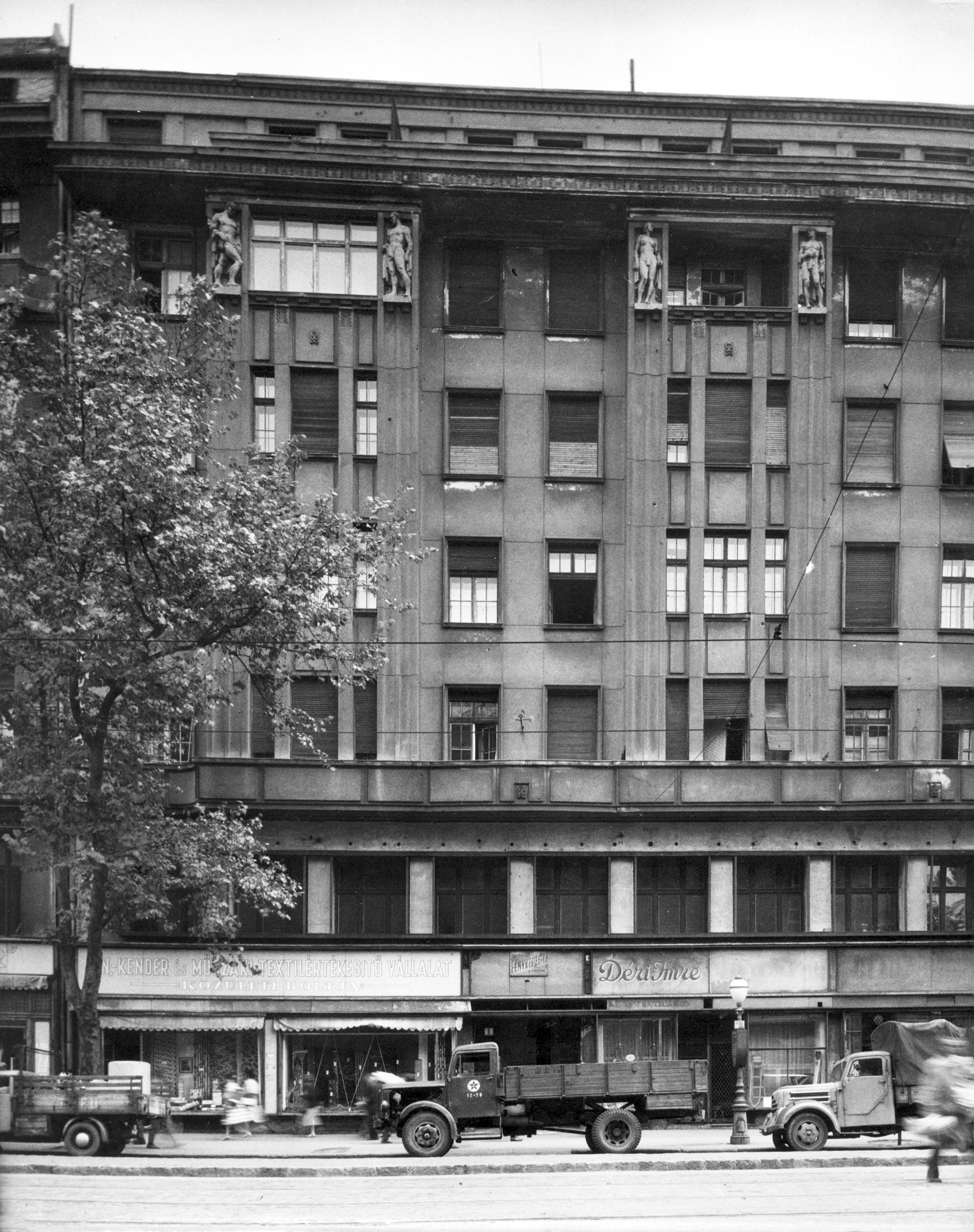
lakóház, Bajcsy-Zsilinszky út 5. (archív felvétel)
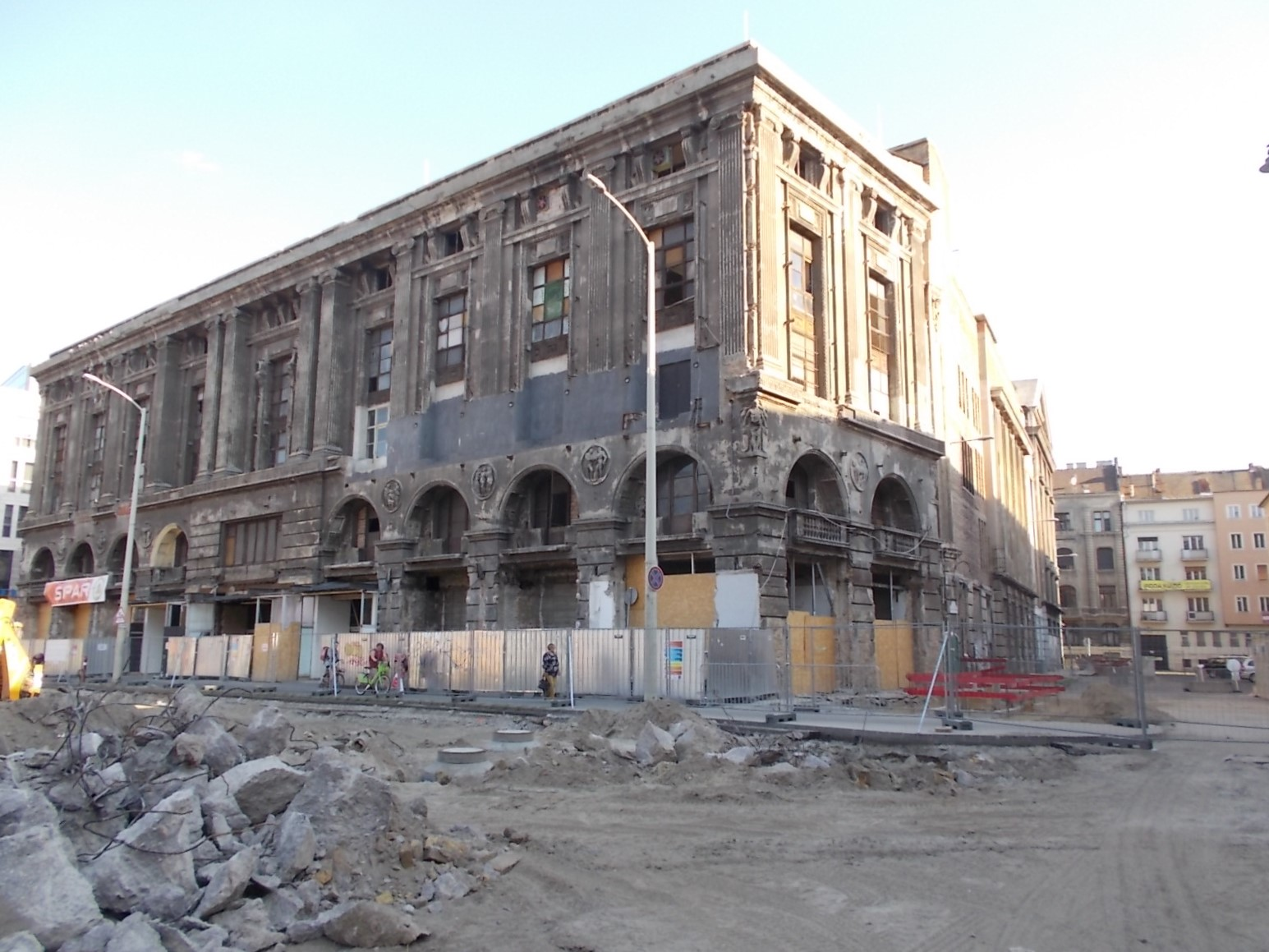
Corvin Áruház
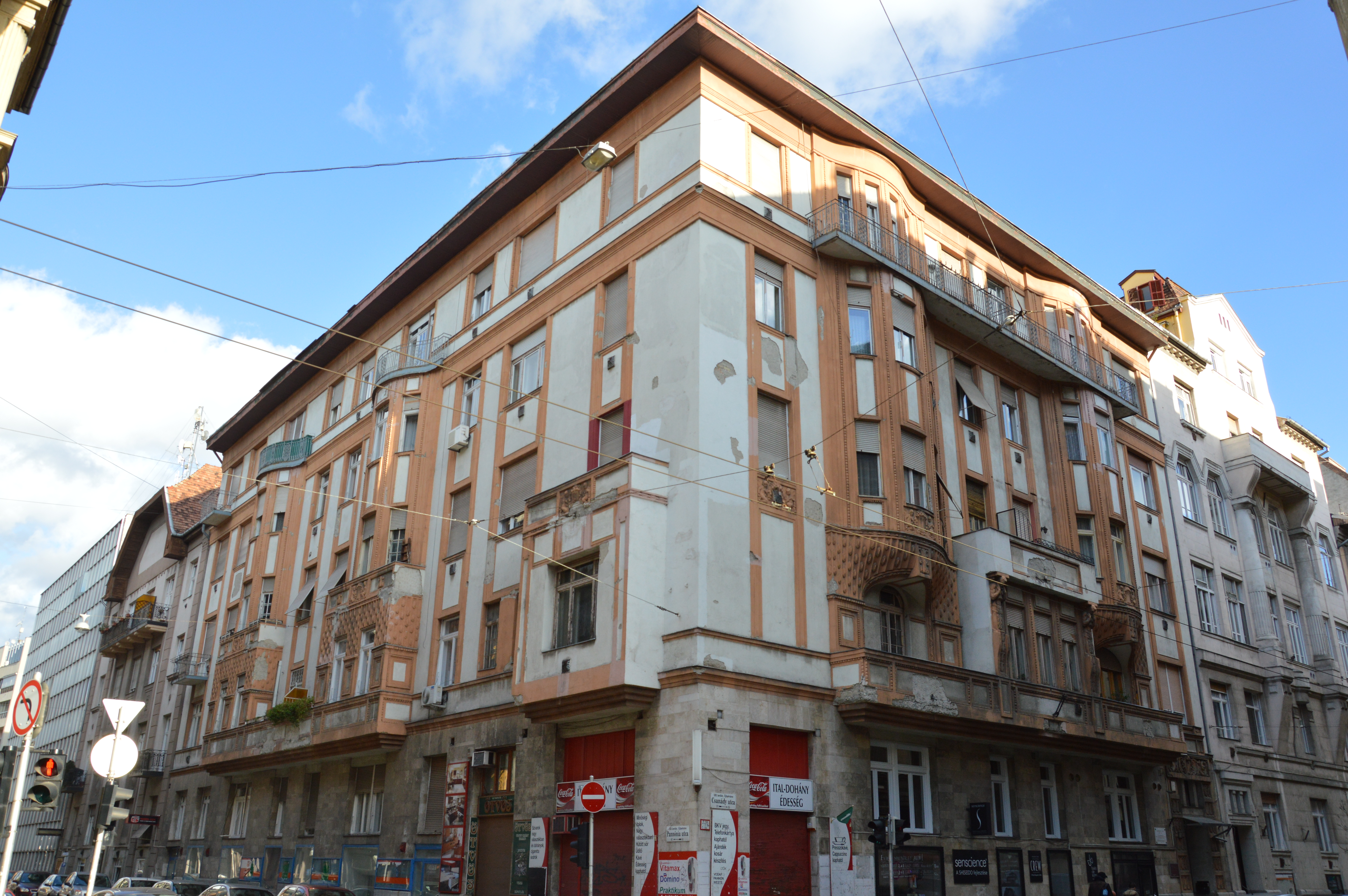
lakóház, Csanády utca 21.
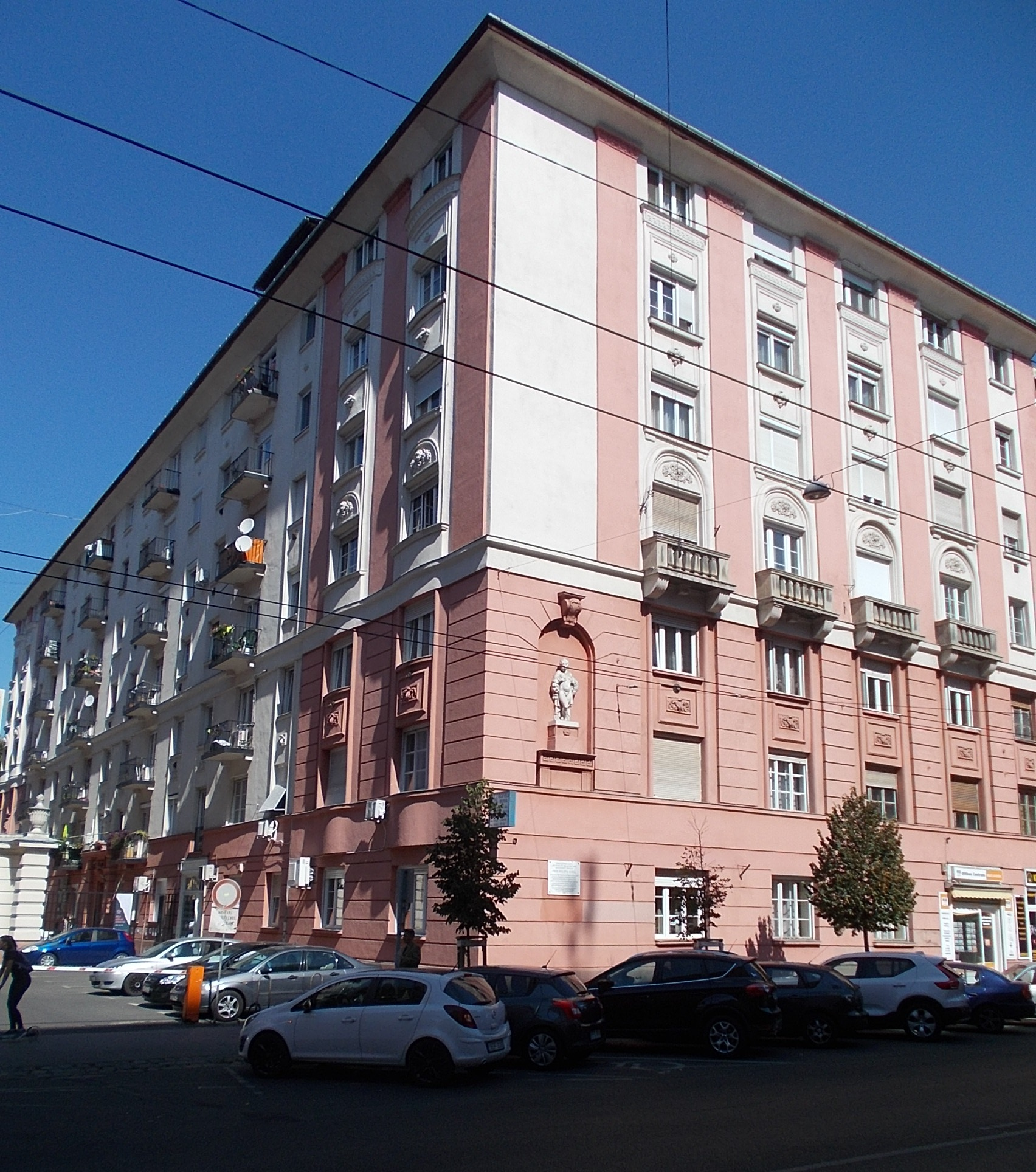
lakóház, Damjanich utca 40–42.
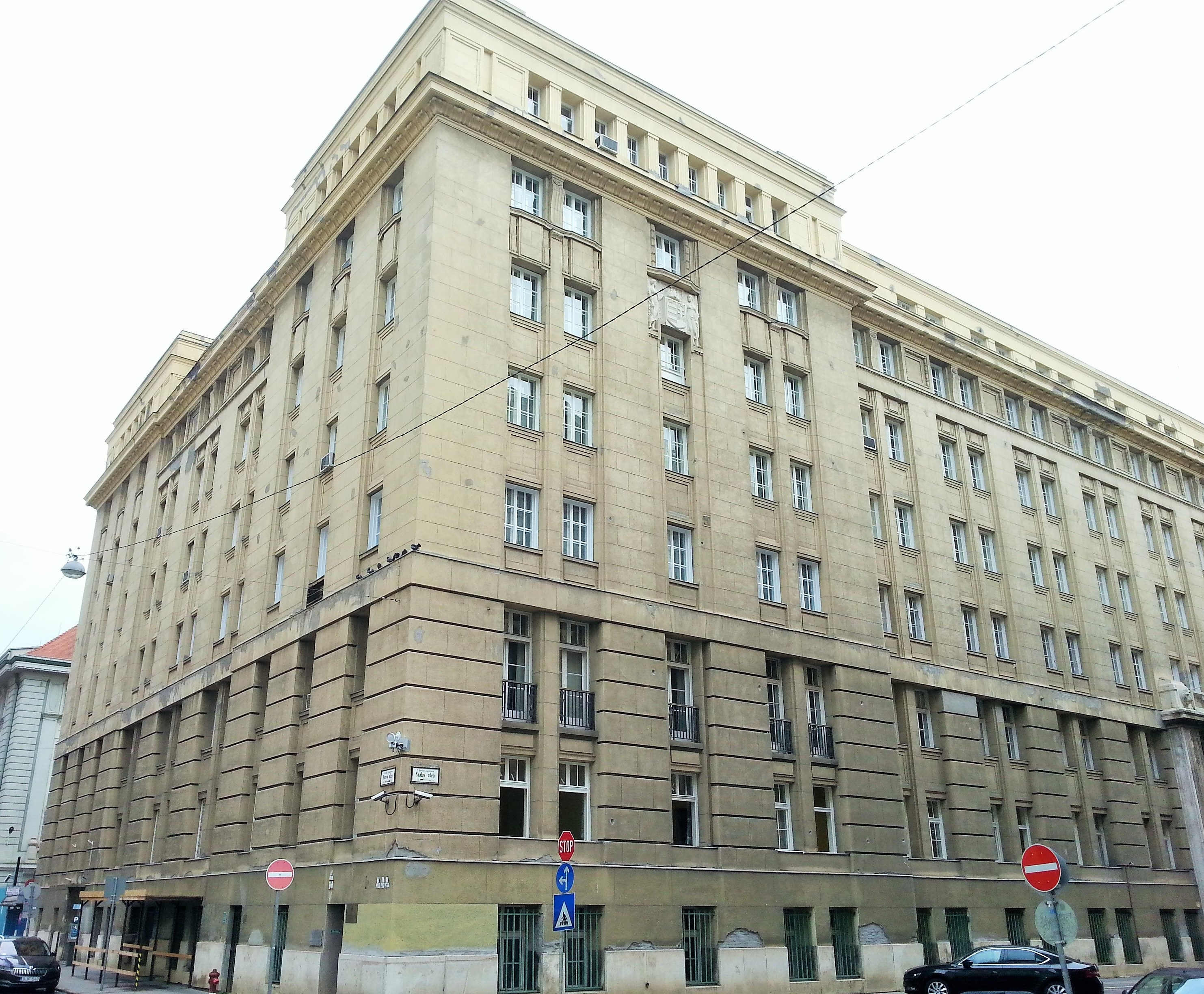
a Haditermény Rt. budapesti irodája
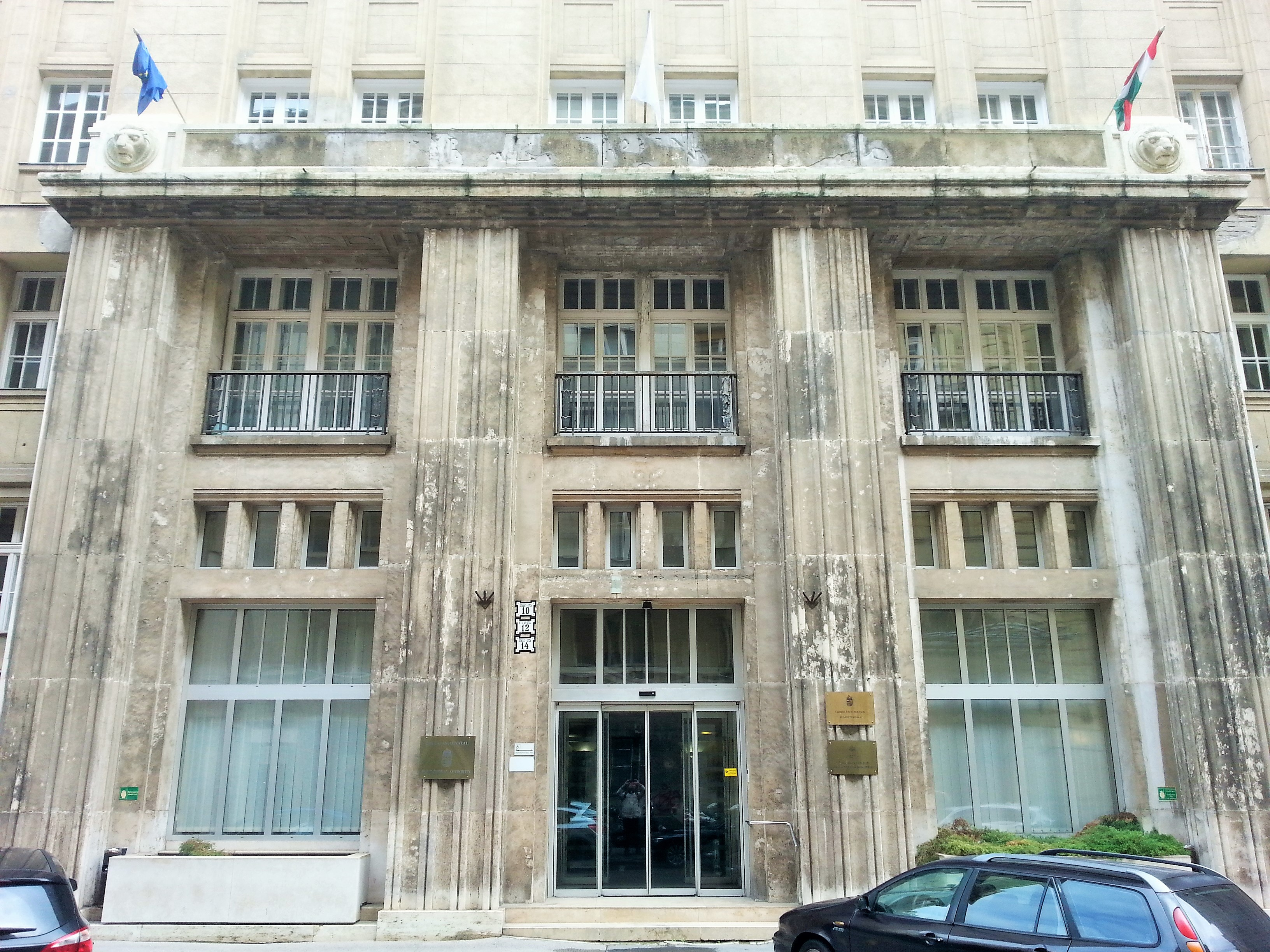
a Haditermény Rt. budapesti irodája (bejárat)
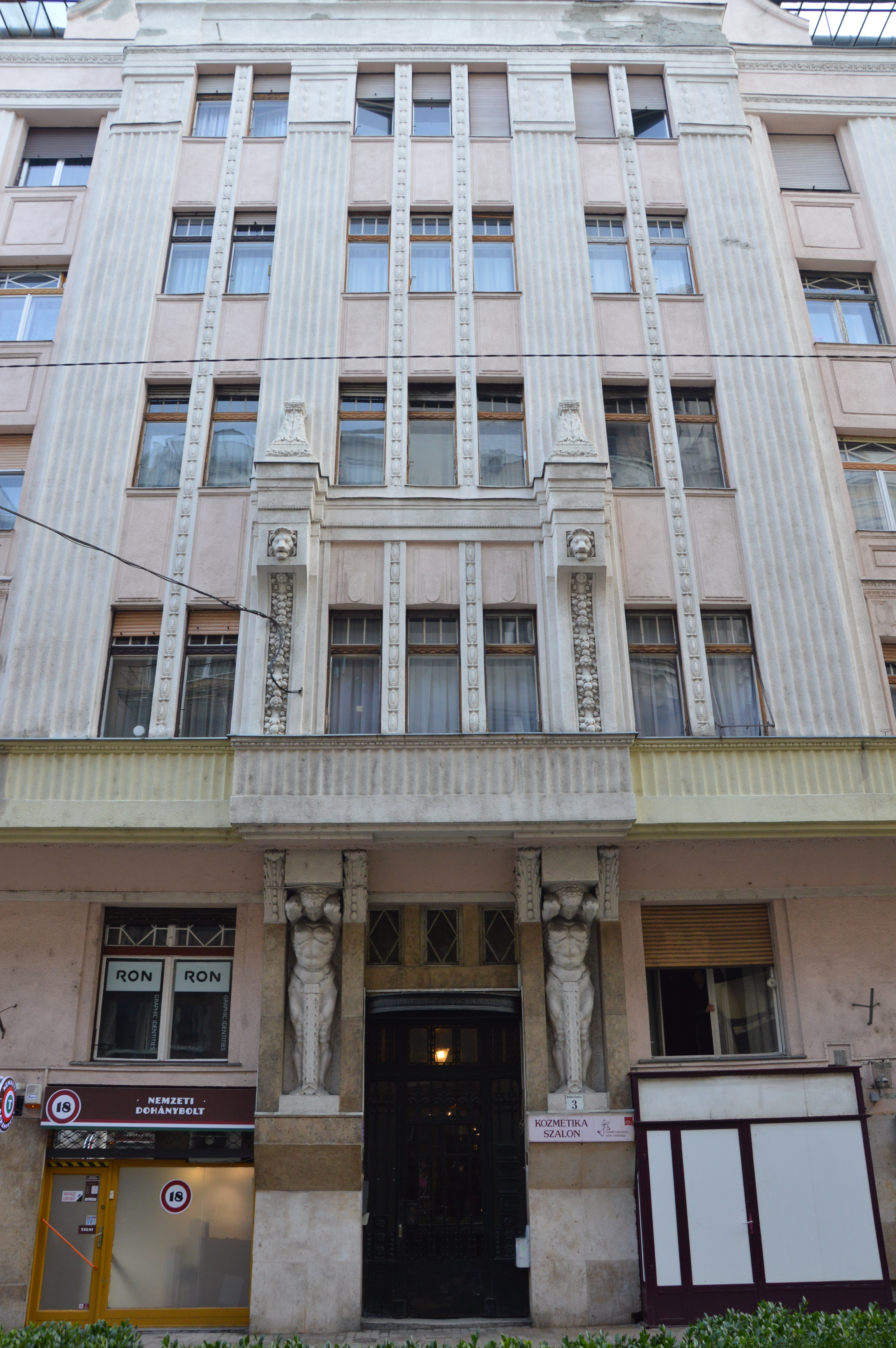
lakóház, Hollán Ernő utca 3.
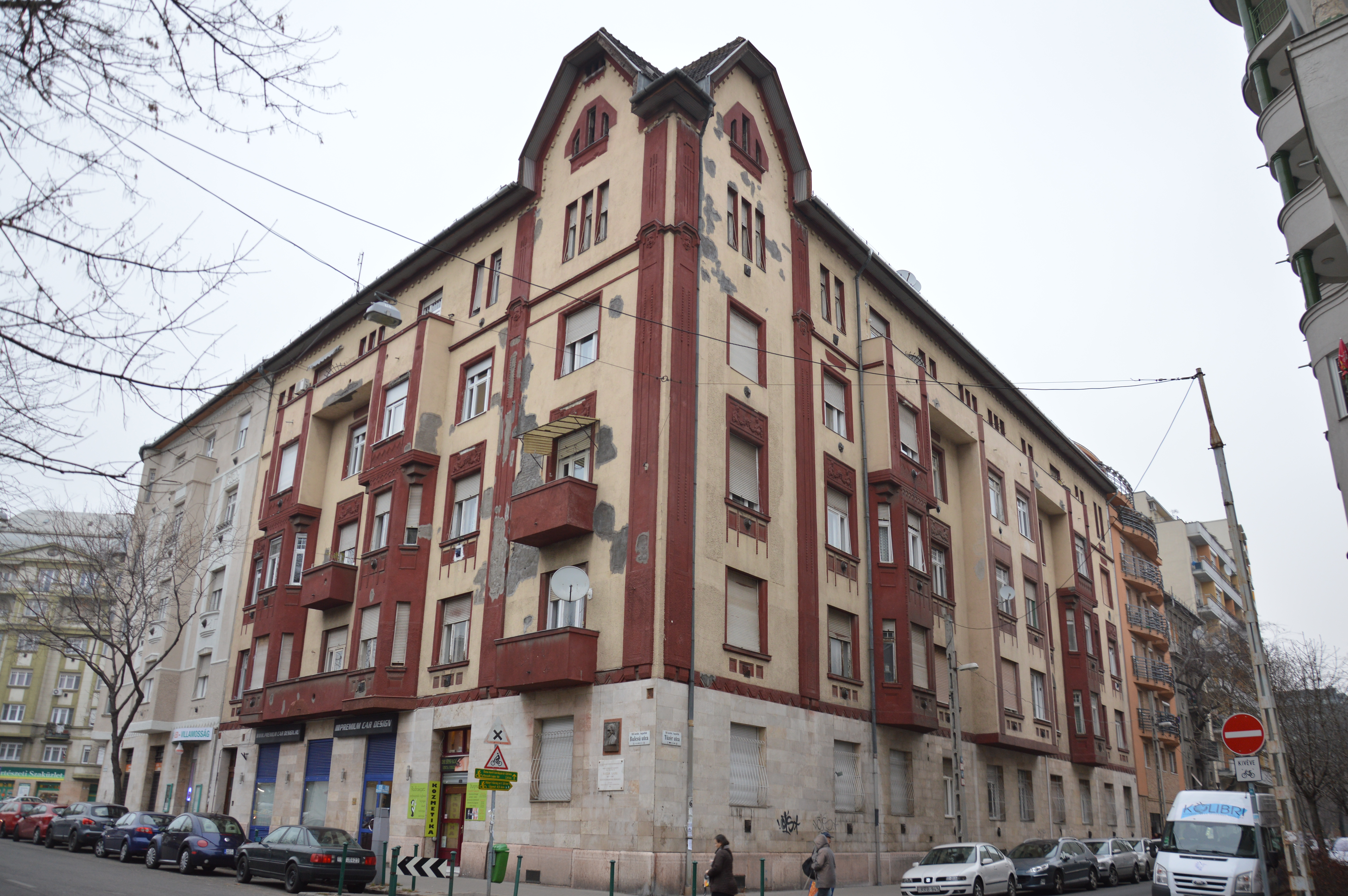
lakóház, Bulcsú utca 21a
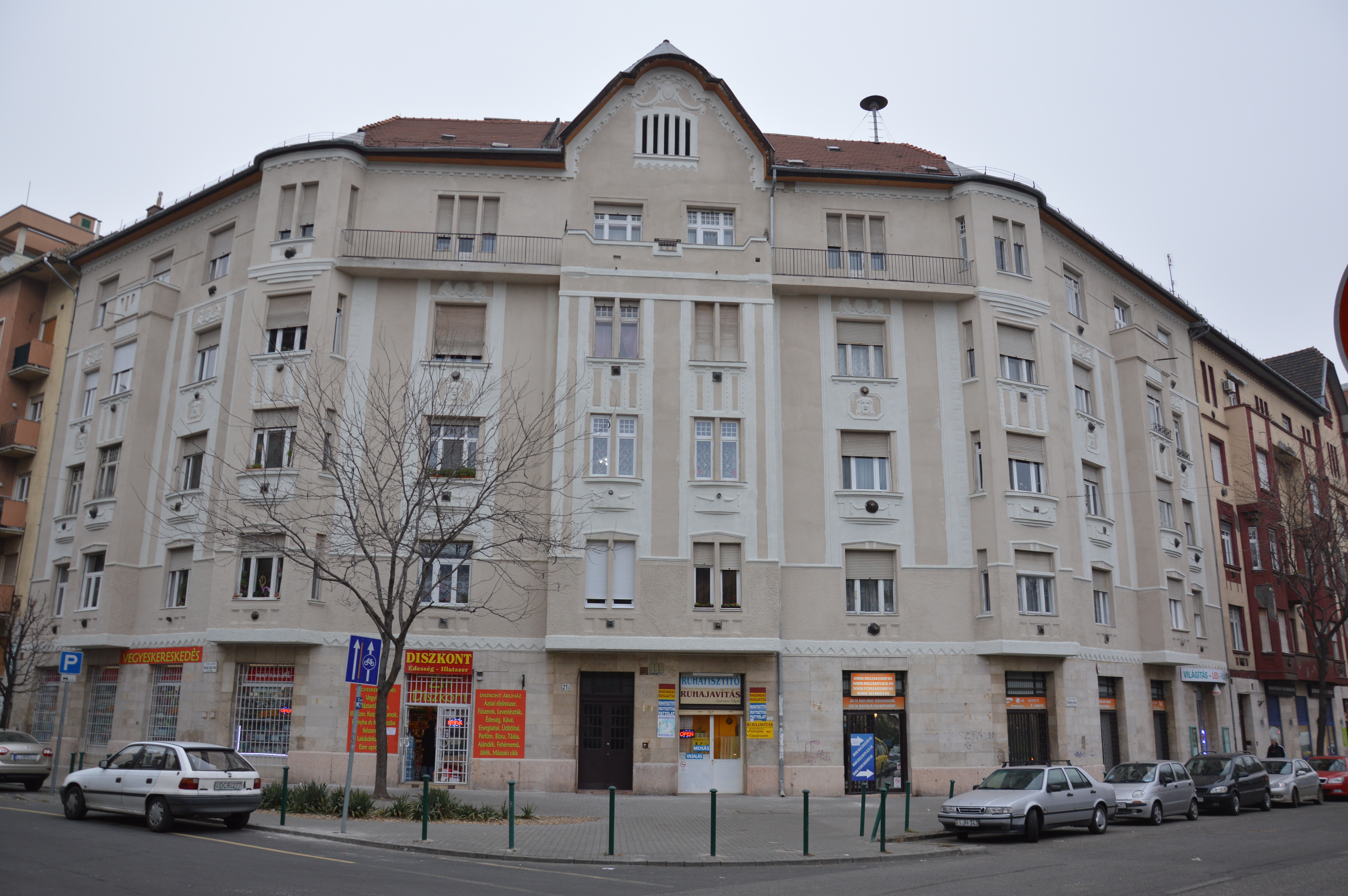
lakóház, Bulcsú utca 21b
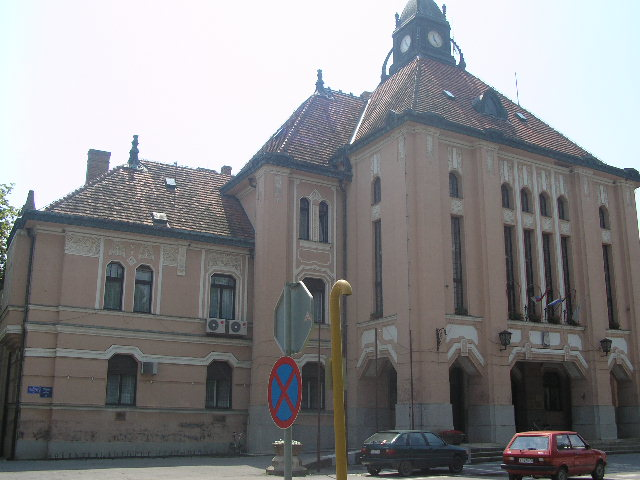
Magyarkanizsa városháza

## Egyéb hivatkozások
- Bolla Zoltán: Újlipótváros építészete 1861–1945. Budapest: Ariton Kft. 2019.  ISBN 9786150058528